# 欧师德
欧师德（Frank B.Aust，1880年—？），英国人，清末及民国初年在中国担任教师，并在中国参与了多项工程。

## 生平
1890年至1896年，就读于雷丁（Reading）的爱德华·肯德里克男子学校（Ed. Kendrick Boys' School）。
期间，1894年至1896年，就读于雷丁学院（University College, Reading）。（该校现为雷丁大学）
1897年，在雷丁的麦琪公司（Mackies, Ltd.）担任工程师。
1897至1901年，在拉格比（Rugby）的威兰斯与罗宾逊（Willans & Robinson Ltd.）公司工作。
1901年-1902年，在布里斯托尔的斯特罗恩-亨肖（Strachan & Henshaw）公司担任工程师。
1902年-1905年，就读于格拉斯哥大学，获得奖学金（Scholarship），并获得理学士（B.Sc.）学位。
1905年至1909年，在尼日利亚北部为苏丹联合特派团（Sudan United Mission）从事建筑工作。
1909年至1912年，出任山西大学堂教授，讲授机械。
1913年至1919年，转任天津北洋大学教授，讲授机械工程与水力学。
1919年至1922年，返回山西大学，出任教授，讲授机械工程与水力学。
1922年返回英国。之后获得伯明翰大学理学硕士（M.Sc.）学位。担任拉格比技术与艺术学院（Rugby College of Technology and Arts）的电气工程系主任（Head of Department of Electrical Engineering）。（拉格比技术与艺术学院后来并入考文垂大学）